# 壽都郡
壽都郡（日语：／ Suttsu gun */?）為日本北海道後志綜合振興局的郡，位於後志綜合振興局西南部。
郡名源自阿伊努語的「supki-pet」（茅草的河川）。

## 轄區
轄區包含2町：
- 壽都町
- 黑松內町

## 沿革

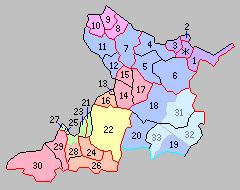
北海道一・二級町村制施行時寿都郡下辖町村（25.寿都町 26.黑松内村 27.政泊村 28.樽岸村 绿：寿都町 下橙：黑松内町）

- 1869年8月15日：北海道設置11國86郡，後志國壽都郡成立。
- 1872年：設置壽都郡戶長，隸屬函館支廳管轄。[1]
- 1879年：設置壽都郡役所。
- 1897年11月：北海道實施支廳制，隸屬新設置的壽都支廳。此時壽都郡下轄壽都市街、政泊村、樽岸村、湯別村、黑松內村。[2]（1市街4村）
- 1900年7月1日：壽都市街改設為北海道一級町。（1町4村）
- 1909年4月1日：黑松內村成為北海道二級村。
- 1910年：壽都支廳被廢除，改隸屬後志支廳管轄。
- 1923年4月1日：政泊村和樽岸村（樽岸村、湯別村合併而成）成為北海道二級村。（1町3村）
- 1933年10月1日：政泊村被併入壽都町。（1町2村）
- 1943年6月1日：北海道一級二級町村制廢止，黑松內村、樽岸村改為內務省指定村。
- 1946年10月5日：指定町村制廢止。
- 1955年1月15日：樽岸村被分割成兩部份，其中一部分與黑松內村、歌棄郡熱郛村合併為三和村[3]；另外一部分與歌棄郡歌棄村、磯谷郡磯谷村、壽都郡壽都村合併合併為新設置的壽都町。（1町1村）
- 1959年1月1日：三和村改制為三和町。（2町）
- 1959年5月1日：三和町改名為黑松內町。